# 卷积云
卷积云（拉丁語：Cirrocumulus，符号：Cc），似鳞片或球状细小云块组成的云层或云片，多成群、成行出现，排列规则。色白无暗影，有柔丝般光泽。卷积云只有一类云状。

## 卷積雲照片集

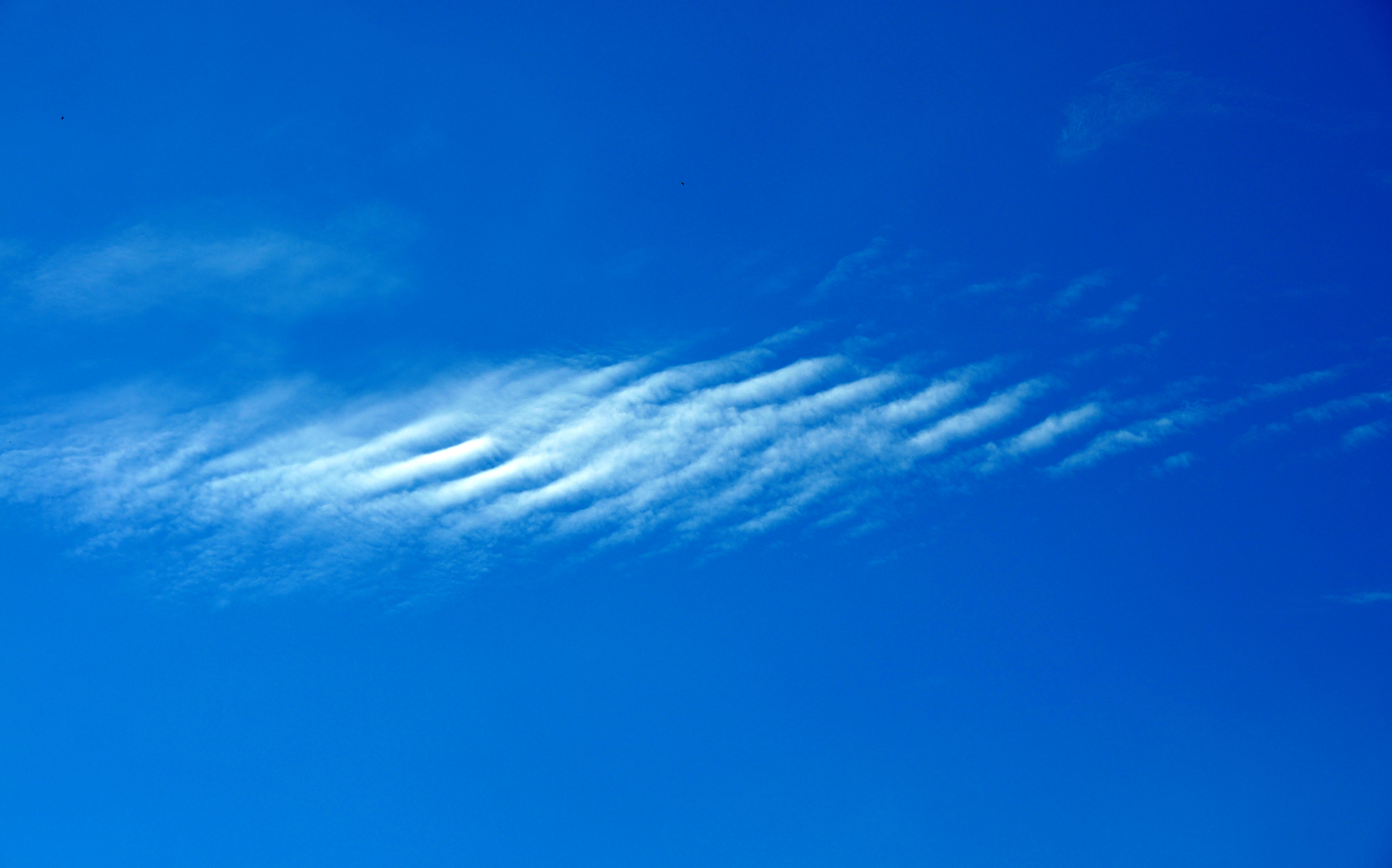
天空中輻射狀的卷積雲。
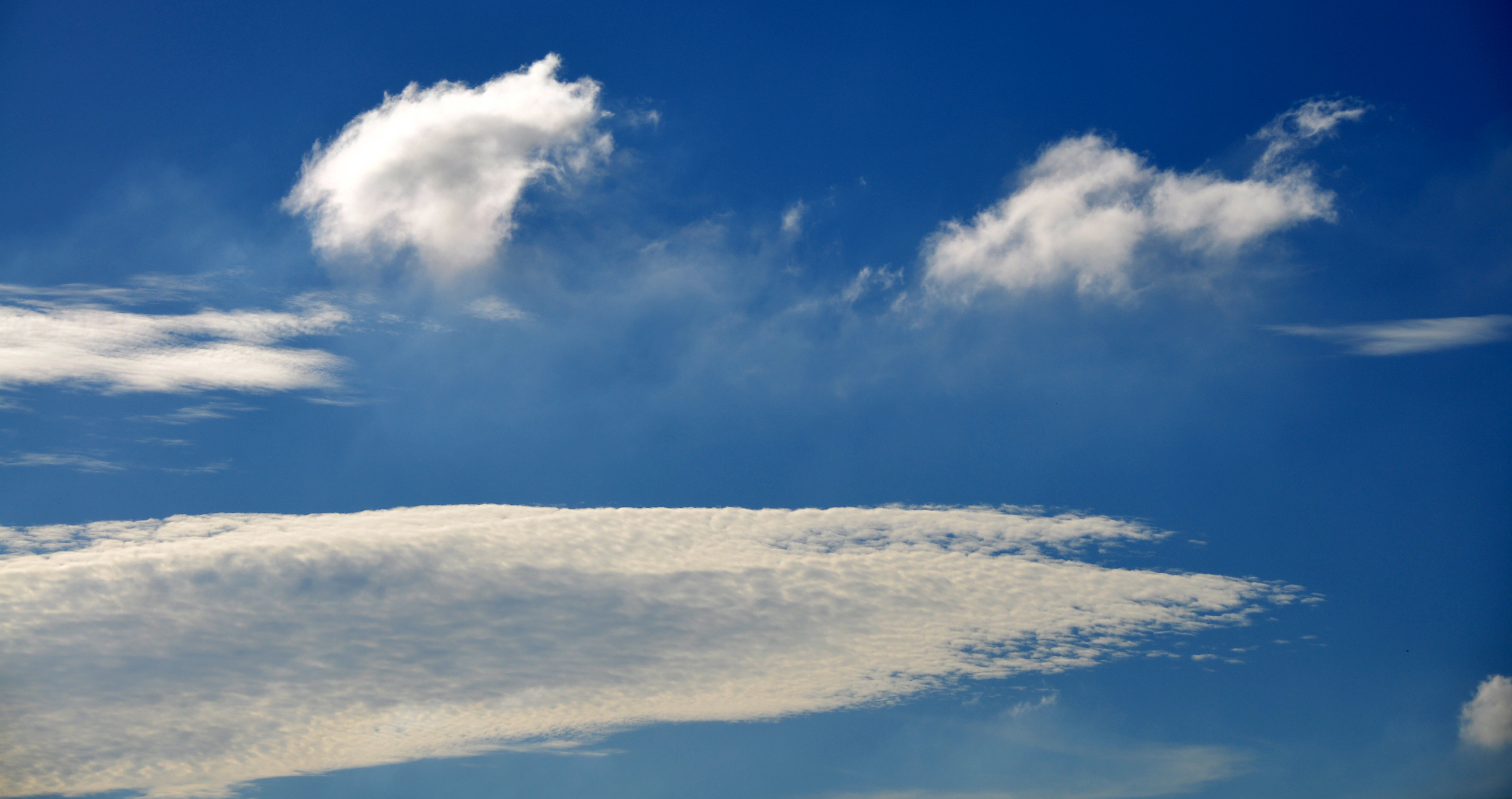
由許多小雲聚集而成的片狀卷積雲，照片上方則是兩朵破碎積雲。